# Abarema abbottii
Abarema abbottii là một loài thực vật thuộc họ Đậu. Loài này chỉ có ở Cộng hòa Dominica, và mọc giới hạn ở khu vực rừng lá rộng trên đất đá vôi.

## Hình thái
Abarema abbottii là một loài cây lâu năm. Chúng có chiều cao từ 4 đến 12 mét, có vỏ cây màu xám xù xì.

## Phân bố và sinh cảnh
Phân bố: Giới hạn ở phía đông bắc Cộng hòa Dominica, trên bờ phía nam của vịnh Samana và phía tây về phía Sa Quita-espuela.
Sinh cảnh: Giới hạn trong rừng lá rộng trên đất đá vôi với độ cao lên đến 800 mét.